# Cinéma de propagande fasciste

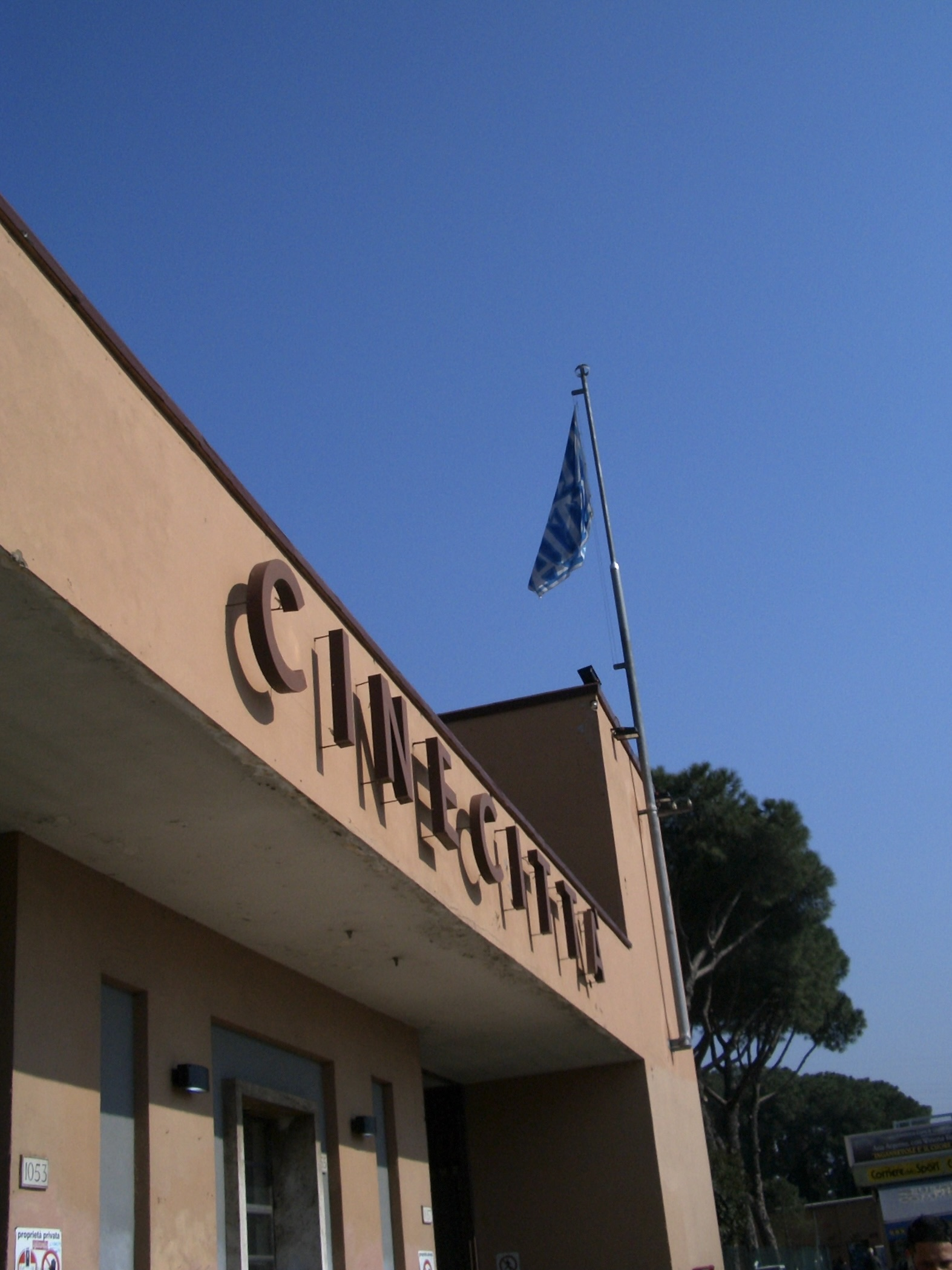
Entrée de Cinecittà.

Le cinéma de propagande fasciste est l'« instrument cinématographique » du régime fasciste italien dans la première moitié du XXe siècle qui lui a servi à propager ses propres valeurs et idéaux aux masses populaires.
Ce fut un phénomène artistique qui réussit à créer dans certains cas des œuvres cinématographiques de valeur. Comme le cinéma du Troisième Reich et une partie du cinéma soviétique, le cinéma italien de la période fasciste a été soutenu par l'État et employé comme outil de propagande politique.

## Histoire

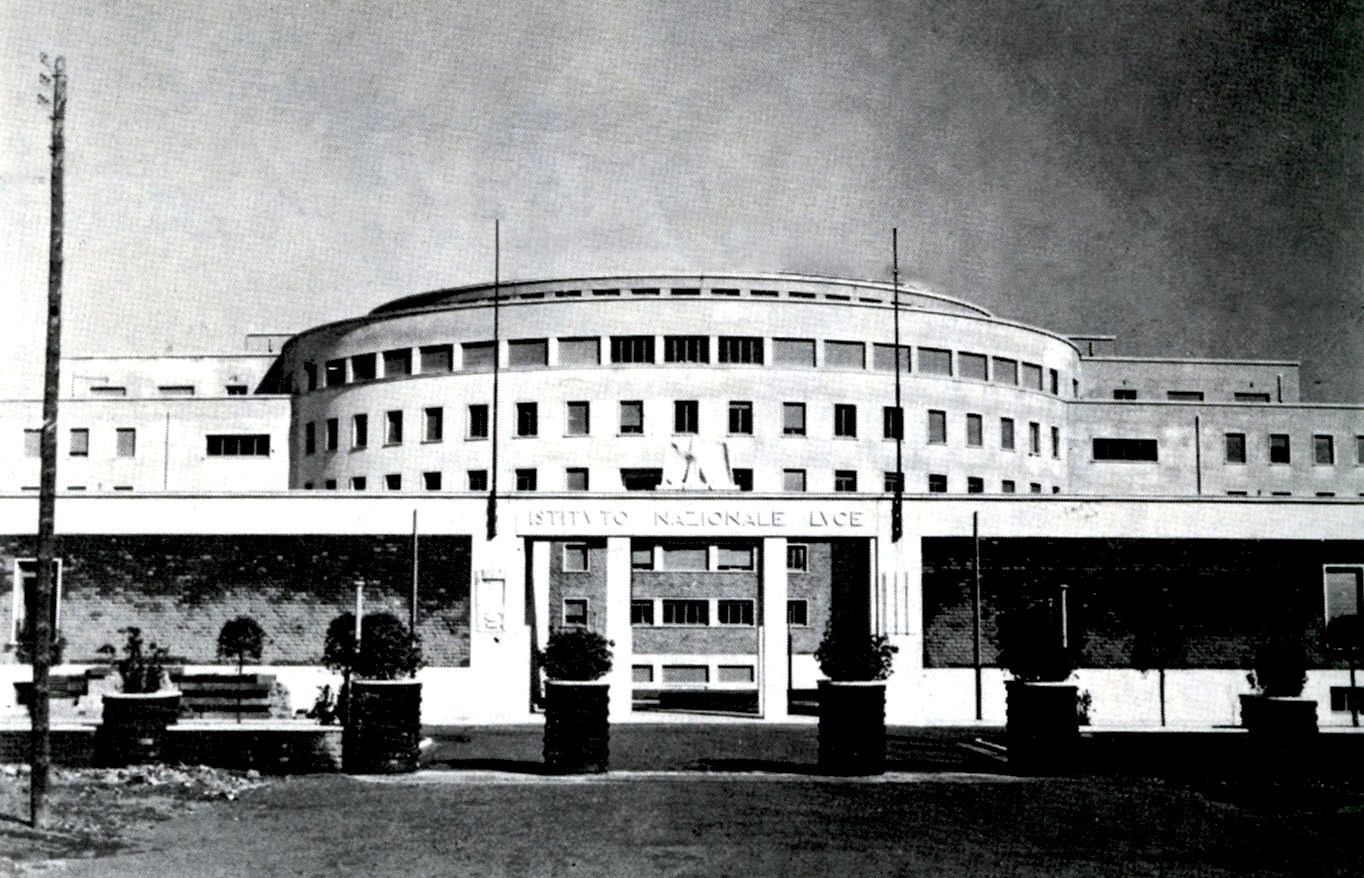
Les bâtiments de l'institut Luce.

Le premier film de propagande fasciste, qui remonte à 1923, est Il grido dell'aquila de Mario Volpe (1894-1968). D'autres exemples de précurseurs du cinéma de propagande fasciste sont les deux films muets intitulés Les Martyrs d'Italie (I martiri d'Italia), sortis en même temps en 1927 : le premier (it) réalisé par Domenico Gaido (1875-1950) et le second (it) par Silvio Laurenti Rosa (1892-1965).
En 1924, l'année de la brève crise subie par le régime fasciste après le meurtre du député socialiste Giacomo Matteotti, l'Istituto Luce est fondé, avec pour but de diffuser dans les actualités cinématographiques l'image de Mussolini dans toute l'Italie. En 1934 est institué le « Sous-secrétariat d'État pour la presse et la propagande » (Sottosegretariato di Stato per la Stampa e la Propaganda), qui deviendra en 1937 le « ministère de la Culture populaire » (Ministero della Cultura Popolare).
Un autre moteur du développement du cinéma fasciste est l'inauguration, en 1932, de la Mostra de Venise (Mostra internazionale d'arte cinematografica di Venezia). En 1934 naît la « Direction générale du cinéma » (Direzione generale per il cinema (it)) et en 1937 les studios de Cinecittà sont fondés à Rome ainsi que son annexe l'école Centro sperimentale di cinematografia, une vraie forge de talents pour les futures célébrités, acteurs, réalisateurs, inventeurs de sujets et scénaristes.

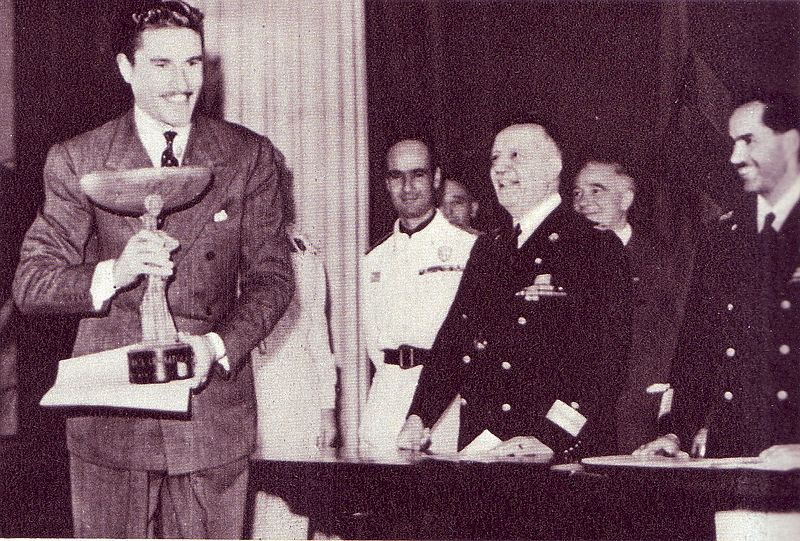
Remise du prix Coppa del Ministero Cultura à Amedeo Nazzari pour Caravage, le peintre maudit (1941).

Parmi les 772 films produits en Italie entre 1930 et 1943, on peut classer comme films de propagande directe ou indirecte environ une centaine. La propagande indirecte domine très nettement la propagande directe.
Parmi les principaux films de propagande, on peut citer Camicia nera (it) (1933) de Giovacchino Forzano, Vecchia guardia (1934) d'Alessandro Blasetti, Condottieri (1937) de Luis Trenker et Luciano Serra, pilote (Luciano Serra pilota, 1938) de Goffredo Alessandrini.
Le cinéma de propagande fasciste a cohabité avec le filon non engagé des « téléphones blancs », des comédies légères et insouciantes dans le milieu petit-bourgeois. Les acteurs et les réalisateurs du cinéma italien des années 1930 et du début des années 1940 participaient soit aux films de propagande fasciste soit aux comédies des téléphones blancs.
Deux réalisateurs devenus célèbres ont fait leurs débuts dans le cinéma de propagande fasciste : Alberto Lattuada (avec le film Giacomo l'idealista de 1942) et le futur maître du néoréalisme, Roberto Rossellini, avec trois films : Le Navire blanc (La nave bianca), Un pilote revient (Un pilota ritorna) et L'Homme à la croix (L'uomo della croce), dans lesquels étaient déjà présents des éléments néorealistes.
Pendant la brève République sociale italienne, à Venise naît le Cinevillaggio, appelé également Cineisola, une structure pour la production cinématographique vue comme une alternative à Cinecittà abandonnée par les fascistes à cause du conflit. Ce « village » ou cette « île » du cinéma est apparu à partir de l'automne 1943 sur initiative du ministère de la culture populaire de la RSI dirigé par Ferdinando Mezzasoma. Dans ces studios a été tourné un dernier film que l'on peut rattacher au film de propagande : Fait divers, réalisé par Piero Ballerini et interprété par Osvaldo Valenti et Luisa Ferida. Ces acteurs symboles du cinéma fasciste ont ensuite été fusillés par les partisans pour collaboration avec les nazis et les fascistes.

## Organisation
Luigi Freddi est le chef de la Direction générale de la cinématographie.

## Caractéristiques des films
L'esthétique et les thèmes du cinéma de propagande sont la virilité, l'héroïsme, le révolutionnarisme (selon le canon fasciste) et la célébration du régime et de ses idéaux.
Les caractéristiques principales des films de propagande fasciste sont de :
- montrer les changements positifs sous le fascisme ;
- célébrer les valeurs fascistes ;
- célébrer la marche sur Rome et l'ascension du fascisme ;
- montrer la grandeur de l'Italie et le dévouement à la patrie ;
- raconter des faits historiques inhérents à l'histoire de l'Italie et surtout du Risorgimento ;
- retracer les faits biographiques saillants des personnages importants de l'histoire italienne ;
- faire l'apologie de l'Empire romain et de Rome ;
- exalter le colonialisme italien pour sa « mission civilisatrice » ;
- exalter les opérations militaires des forces armées et des volontaires dans les guerres de l'Italie fasciste : guerre civile espagnole, guerre d'Éthiopie, occupation italienne de l'Albanie (1939-1943), Seconde Guerre mondiale ;
- dénigrer et ridiculiser les adversaires du régime (États-Unis, Union soviétique, Grande-Bretagne).

## Réalisateurs principaux et films
- Alberto Lattuada
  - Giacomo l'idealista (1942)

- Romolo Marcellini
  - Sentinelle di bronzo (1937)
  - La conquista dell'aria (1939)
  - L'uomo della legione (1940)
  - M.A.S. (1942)

- Marcello Albani
  - Redenzione (1943)
  - Le Dernier Rêve (L'ultimo sogno) (1944)

L'ultimo sogno a été tourné à la Giudecca de Venise pendant la République sociale italienne
- Domenico M. Gambino
  - Lotte nell'ombra (1938)
  - Traversata nera (1939)

- Enrico Guazzoni
  - I due sergenti (1936)

- Andrea Della Sabbia
  - La casa senza tempo (1943)

- Alessandro Blasetti
  - Sole (1929)
  - Terra madre (1931)
  - 1860 (1934)
  - Vecchia guardia (1934)
  - Aldebaran (1935)
  - Ettore Fieramosca (1938)
  - La corona di ferro (1941)

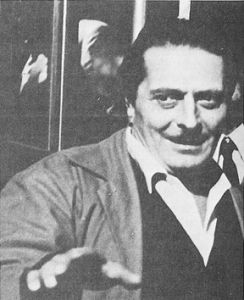
Alessandro Blasetti.

  - Quatre Pas dans les nuages (Quattro passi tra le nuvole) (1942)

- Mario Camerini
  - Il grande appello (1936)

- Corrado D'Errico
  - Il cammino degli eroi (1936)

- Augusto Genina
  - Lo squadrone bianco (1936)
  - L'assedio dell'Alcazar (1940)
  - Bengasi (1942)

- Carlo Campogalliani
  - Stadio (1934)
  - Il cavaliere di Kruja (1940)
  - Il treno crociato (1943)

- Pier Luigi Faraldo
  - Sancta Maria (1941)

- Carmine Gallone

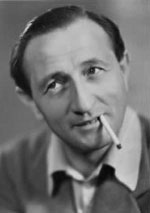
Carmine Gallone.

  - Gli ultimi giorni di Pompei (1926)
  - Scipione l'Africano (1937)
  - Cristoforo Colombo (1937)
  - Giuseppe Verdi (1938)
  - Odessa in fiamme (1942)
  - Harlem (1943)

- Francesco De Robertis
  - Uomini sul fondo (1941)
  - Alfa Tau! (1942)
  - Uomini e cieli (1943)
  - Marinai senza stelle (1943)
  - Vivere ancora (1944)

Vivere ancora a été tourné à la Giudecca pendant la République sociale italienne
- Piero Costa
  - Aeroporto (1944)

Aeroporto a été tourné à la Giudecca pendant la République sociale italienne
- Giovacchino Forzano
  - Camicia nera (1933)
  - Villafranca (1934)
  - Les Cent Jours (Campo di maggio) (1935)
  - Tredici uomini e un cannone (1936)
  - Racconti d'autunno, di inverno e di primavera (1937)

- Goffredo Alessandrini
  - Cavalleria (1936)
  - Luciano Serra, pilote (Luciano Serra pilota) (1938)
  - Abuna Messias (1939)
  - Nous, les vivants (Noi vivi) (1942)
  - Addio Kira! (1942)
  - Giarabub (1942)

- Luis Trenker
  - Condottieri (1937)

- Mario Volpe
  - Il grido dell'aquila (1923)

- Domenico Gaido
  - I martiri d'Italia (1927)

- Silvio Laurenti Rosa
  - I martiri d'Italia (1927)

- Roberto Rossellini
  - Le Navire blanc (La nave bianca) (1941)
  - Un pilote revient (Un pilota ritorna) (1942)
  - L'Homme à la croix (L'uomo dalla croce) (1943)

- Piero Ballerini
  - Un fatto di cronaca (1944)

Un fatto di cronaca a été tourné à la Giudecca pendant la République sociale italienne
- Raffaello Matarazzo
  - Littoria (1933)

- Walter Ruttmann
  - Acciaio (1933)

- Esodo Pratelli
  - Gente dell'aria (1943)

- Nunzio Malasomma
  - Cose dell'altro mondo (1939)

- Mario Baffico
  - I trecento della settima (1943)
  - Ogni giorno è domenica (1944)
  - Trent'anni di servizio (1944)

Ogni giorno è domenica et Trent'anni di servizio ont été tournés dans les studios de la Giudecca pendant la République sociale italienne
- Aldo Vergano
  - Pietro Micca (1938)
  - Quelli della montagna (1942)

- Marco Elter
  - Le scarpe al sole (1935)

- Oreste Biancoli
  - Piccolo alpino (1940)

- Gennaro Righelli
  - L'armata azzurra (1932)
  - Il cavaliere di San Marco (1939)
  - Orizzonte di sangue (1943)

- Edgar Neville
  - Carmen fra i rossi (1939)

- Guido Brignone
  - Passaporto rosso (1935)
  - Sotto la croce del sud (1938)

### Source de traduction
- (it) Cet article est partiellement ou en totalité issu de l’article de Wikipédia en italien intitulé « Cinema di propaganda fascista » (voir la liste des auteurs).

### Articles
- Film et histoire - Chapitre 9 - Le cinéma fasciste - Cairn
- Le cinéma italien pendant le régime fasciste ou l’image au service de la propagande - Cairn

### Ouvrages
- (it) Guido Aristarco Il cinema fascista: il prima e il dopo, Edizioni Dedalo, 1996
- (it) Vito Zagarrio, Cinema e fascismo, Marsilio, 2004
- (it) Sergio Vicini, Le stelle del duce, Hobby & Work Publishing, 2008
- (it) Vito Zagarrio, Primato: arte, cultura, cinema del fascismo attraverso una rivista esemplare, Storia e Letteratura, 2007
- Gianni Haver, « Autoreprésentation et propagande dans le cinéma de l'Italie fasciste 1922-1940 », in: Jean-Pierre Bertin-Maghit (dir.), Une histoire mondiale des cinémas de propagande, Nouveau Monde, pp. 119-136, 2008.
- (it) Daniela Manetti, Un'arma poderosissima. Industria cinematografica e Stato durante il fascismo, Franco Angeli, 2012